# Baix Vinalopó
Die Comarca Baix Vinalopó ist eine der neun Comarcas in der Provinz Alicante der Valencianischen Gemeinschaft.
Die im Südwesten gelegene Comarca umfasst 3 Gemeinden auf einer Fläche von 488,78 km².

## Gemeinden
| Gemeinde              | Einwohner (2024) | Fläche km² | Dichte Einw./km² | Cod INE | Postleitzahl                                        |
| --------------------- | ---------------- | ---------- | ---------------- | ------- | --------------------------------------------------- |
| Crevillent            | 30.585           | 104,55     | 293              | 03059   | 03330                                               |
| Elche                 | 243.128          | 326,07     | 746              | 03065   | 03139, 03194–03195, 03201–03209, 03290–03296, 03320 |
| Santa Pola            | 38.556           | 58,16      | 663              | 03121   | 03130                                               |
| Comarca Baix Vinalopó | 312.269          | 488,78     | 639              | –       | –                                                   |

1. ↑  Instituto Nacional de Estadística Municipal Register of Spain